# Elecciones legislativas de Colombia de 1986
Las elecciones legislativas de Colombia de 1986, se realizaron el domingo 9 de marzo de ese año, convirtiéndose en antesala de las elecciones presidenciales que se disputarían ese mismo año. Se eligieron los miembros del Senado y la Cámara de Representantes, junto con miembros de Asambleas Departamentales y Concejos Municipales. Estas sirvieron de marco para la implementación y el desarrollo de las medidas contempladas en la Ley 96 de 1985, con la cual se buscó fortalecer y dar mayo agilidad e imparcialidad política al proceso electoral; dentro de lo que puede interpretarse como el inicio de otra etapa en la historia de las votaciones populares en Colombia, por cuanto en ella se distinguen procedimientos y sistemas nunca antes adoptados, además de presentar modificaciones en la estructura de la máxima autoridad en materia electoral.
Las medidas esenciales establecidas en esta nueva legislación fueron: (i) en reemplazo de la Corte Electoral constituida por nueve miembros, elegidos por la Corte Suprema de Justicia, se creó el Consejo Nacional Electoral, compuesto por siete miembros, elegidos por el Consejo de Estado; (ii) los jurados de votación pueden ejercer el derecho al sufragio, en la mesa donde presentaron sus servicios; (iii) se extendió la prohibición de ser jurado de votación a los cónyuges o parientes hasta el segundo grado de consanguinidad o de afinidad o primero civil de los candidatos a Corporaciones Públicas; (iv) el voto en blanco se tiene en cuenta para la obtención del cuociente electoral; (v) la declaratoria de elección y expedición de credenciales a los Concejales Municipales y del Distrito pasó a ser función de los Delegados del Consejo Nacional Electoral; (vi) se faculta al Gobierno para permitir el tránsito, durante las horas de las votaciones, de las personas que presten servicios públicos y de los habitantes de conglomerados urbanos pertenecientes a distintas jurisdicciones municipales.
En esta elección además de los tradicionales partidos liberal y conservador, participaron nuevas fuerzas políticas, como fue el caso de la izquierdista Unión Patriótica y el Nuevo Liberalismo, disidencia liberal formada por Luis Carlos Galán.

## Sistema electoral
De acuerdo con las normas electorales vigentes en 1986; para la Cámara de Representantes, se eligieron 199 escaños. Se asignaron 2 representantes por cada departamento y uno más por cada 50000 habitantes, pudiendo ser reelegidos de manera indefinida. Los escaños asignados, según el decreto 166 de 1986 fueron:
| Escaños | Circunscripciones electorales |
| ------- | --- |
| 26      | Circunscripción Electoral de Antioquia |
| 8       | Circunscripción Electoral del Atlántico |
| 12      | Circunscripción Electoral de Boyacá (Boyacá e Intendencia del Casanare)                                                                               |
| 8       | Circunscripción Electoral de Bolívar |
| 8       | Circunscripción Electoral de Caldas |
| 2       | Circunscripción Electoral de Caquetá (Caquetá y Comisaría del Amazonas)                                                                               |
| 7       | Circunscripción Electoral del Cauca |
| 4       | Circunscripción Electoral del César |
| 7       | Circunscripción Electoral de Córdoba |
| 29      | Circunscripción Electoral de Cundinamarca |
| 3       | Circunscripción Electoral del Chocó |
| 2       | Circunscripción Electoral de La Guajira |
| 5       | Circunscripción Electoral del Huila |
| 6       | Circunscripción Electoral del Magdalena |
| 3       | Circunscripción Electoral del Meta |
| 8       | Circunscripción Electoral de Nariño |
| 6       | Circunscripción Electoral de Norte de Santander |
| 4       | Circunscripción Electoral del Quindío |
| 5       | Circunscripción Electoral de Risaralda |
| 11      | Circunscripción Electoral de Santander |
| 4       | Circunscripción Electoral de Sucre |
| 9       | Circunscripción Electoral del Tolima |
| 18      | Circunscripción Electoral del Valle del Cauca |
| 1       | Circunscripción Electoral de San Andrés y Providencia                                                                                                 |
| 2       | Circunscripción Electoral de Putumayo |
| 1       | Circunscripción Electoral de Arauca, Vichada, Vaupés, Guainía Y Guaviare (Intendencia de Arauca y Comisarias del Vichada, Vaupés, Guainía y Guaviare) |

De acuerdo con las normas electorales vigentes en 1986; para el Senado se eligieron 114 escaños. Se determinaron 2 senadores para cada departamento y uno más por cada 200000 habitantes o fracción mayor de 100000. Los escaños asignados, según el decreto 165 de 1986 fueron:
| Escaños | Circunscripciones electorales                                                                                         |
| ------- | --- |
| 13      | Circunscripción Electoral de Antioquia                                                                                |
| 5       | Circunscripción Electoral del Atlántico                                                                               |
| 6       | Circunscripción Electoral de Boyacá (Boyacá e Intendencia del Casanare)                                               |
| 5       | Circunscripción Electoral de Bolívar (Bolívar e Intendencia de San Andrés y Providencia)                              |
| 5       | Circunscripción Electoral de Caldas                                                                                   |
| 2       | Circunscripción Electoral de Caquetá (Caquetá y Comisaría del Amazonas)                                               |
| 4       | Circunscripción Electoral del Cauca                                                                                   |
| 2       | Circunscripción Electoral del César                                                                                   |
| 4       | Circunscripción Electoral de Córdoba                                                                                  |
| 15      | Circunscripción Electoral de Cundinamarca                                                                             |
| 2       | Circunscripción Electoral del Chocó                                                                                   |
| 2       | Circunscripción Electoral de La Guajira                                                                               |
| 4       | Circunscripción Electoral del Huila                                                                                   |
| 4       | Circunscripción Electoral del Magdalena                                                                               |
| 2       | Circunscripción Electoral del Meta (Meta, Intendencia de Arauca y Comisarias del Vichada, Vaupés, Guainía y Guaviare) |
| 5       | Circunscripción Electoral de Nariño (Nariño e Intendencia del Putumayo)                                               |
| 4       | Circunscripción Electoral de Norte de Santander                                                                       |
| 3       | Circunscripción Electoral del Quindío                                                                                 |
| 3       | Circunscripción Electoral de Risaralda                                                                                |
| 6       | Circunscripción Electoral de Santander                                                                                |
| 3       | Circunscripción Electoral de Sucre                                                                                    |
| 5       | Circunscripción Electoral del Tolima                                                                                  |
| 10      | Circunscripción Electoral del Valle del Cauca                                                                         |

## Resultados
De acuerdo con las normas vigentes, el Senado y la Cámara de Representantes de Colombia se componían en 1986 por 114 y 199 escaños, respectivamente, los cuales se distribuyeron de la siguiente forma:
| Número        | Partido o movimiento           | Votos Senado  | Votos Cámara  | Escaños Senado | Escaños Cámara |
| ------------- | ------------------------------ | ------------- | ------------- | -------------- | -------------- |
| 1             | Partido Liberal Colombiano     | 3.382.406     | 3.290.980     | 58             | 96             |
| 2             | Partido Conservador Colombiano | 2.541.094     | 2.558.050     | 43             | 82             |
| 3             | Nuevo Liberalismo              | 453.550       | 455.554       | 6              | 7              |
| 4             | Unión Patriótica               | 103.001       | 137.134       | 2              | 3              |
| 5             | Otros                          | 362,783       | 443.210       | 5              | 11             |
| -             | Votos en blanco o anulados     | 26.591        | 24,846        | –              | –              |
| Total votos   | Total votos                    | 6,869,435     | 6,909,838     | –              | –              |
| Total escaños | Total escaños                  | Total escaños | Total escaños | 114            | 199            |

1. ↑  Para Senado incluye: dos escaños en coalición del Partido Liberal, dos en coalición de la UP y uno del Movimiento Nacional Conservador. Para Cámara: tres en coalición Liberal, tres del Movimiento Nacional Conservador, dos de coalición de la UP y tres listas independientes.

### Senadores electos
| Senador Electo                       | Circunscripción    | Partido o movimiento           | Votos   |
| ------------------------------------ | ------------------ | ------------------------------ | ------- |
| Bernardo de Jesús Guerra Serna       | Antioquia          | Partido Liberal Colombiano     | 182.418 |
| Bernardo de Jesús Ruiz Velásquez     | Antioquia          | Partido Liberal Colombiano     |         |
| Héctor José Quintero Arredondo       | Antioquia          | Partido Liberal Colombiano     |         |
| Javier Emilio Valderrama Agudelo     | Antioquia          | Partido Conservador Colombiano | 77.600  |
| Guillermo Vélez Urreta               | Antioquia          | Partido Conservador Colombiano | 71.609  |
| William Jaramillo Gómez              | Antioquia          | Partido Liberal Colombiano     | 51.845  |
| Ignacio Vélez Escobar                | Antioquia          | Partido Conservador Colombiano | 49.091  |
| Álvaro Uribe Vélez                   | Antioquia          | Partido Liberal Colombiano     | 39.000  |
| Luis Iván Marulanda Gómez            | Antioquia          | Nuevo Liberalismo              | 37.996  |
| Federico Estrada Vélez               | Antioquia          | Partido Liberal Colombiano     | 35.673  |
| Jaime Montoya Sánchez                | Antioquia          | Unión Patriótica               | 30.209  |
| Hernán Villegas Ramírez              | Antioquia          | Partido Conservador Colombiano | 29.371  |
| Álvaro Julián Villegas Moreno        | Antioquia          | Partido Conservador Colombiano | 27.720  |
| Roberto Víctor Gerlein Echeverría    | Atlántico          | Partido Conservador Colombiano | 77.887  |
| José Antonio Name Terán              | Atlántico          | Partido Liberal Colombiano     | 76.798  |
| Abel Francisco Carbonell Vergara     | Atlántico          | Partido Conservador Colombiano | 62.422  |
| Juan José Slebi Slebi                | Atlántico          | Partido Liberal Colombiano     | 61.968  |
| Pedro Martín-Leyes Hernández         | Atlántico          | Partido Liberal Colombiano     | 54.368  |
| Rodrigo Barraza Salcedo              | Bolívar            | Partido Conservador Colombiano | 61.153  |
| David Turbay Turbay                  | Bolívar            | Partido Liberal Colombiano     | 51.618  |
| Juan José García Romero              | Bolívar            | Partido Liberal Colombiano     | 51.158  |
| Raimundo Emilliani Román             | Bolívar            | Partido Conservador Colombiano | 51.052  |
| Miguel Joaquín Faciolince López      | Bolívar            | Partido Liberal Colombiano     | 50.000  |
| Jorge Alberto Perico Cárdenas        | Boyacá             | Partido Liberal Colombiano     | 101.942 |
| Ricardo Alberto Mendieta Rubiano     | Boyacá             | Partido Liberal Colombiano     |         |
| Humberto Ávila Mora                  | Boyacá             | Partido Conservador Colombiano | 74.590  |
| Zamir Silva Amín                     | Boyacá             | Partido Liberal Colombiano     | 46.784  |
| Guillermo Torres Barrera             | Boyacá             | Partido Conservador Colombiano | 40.294  |
| Napoleón Peralta Barrera             | Boyacá             | Partido Conservador Colombiano | 33.679  |
| Rodrigo Marín Bernal                 | Caldas             | Partido Conservador Colombiano | 57.748  |
| Víctor Renán Barco López             | Caldas             | Partido Liberal Colombiano     | 44.857  |
| Luis Guillermo Giraldo Hurtado       | Caldas             | Partido Liberal Colombiano     | 42.520  |
| Omar Yepes Alzate                    | Caldas             | Partido Conservador Colombiano | 38.035  |
| Ricardo Zapata Arias                 | Caldas             | Partido Conservador Colombiano | 28.480  |
| Felix Tovar Zambrano                 | Caquetá            | Coalición                      | 19.763  |
| Luis Hernando Turbay Turbay          | Caquetá            | Partido Liberal Colombiano     | 18.934  |
| Humberto Peláez Gutierrez            | Cauca              | Partido Liberal Colombiano     | 47.254  |
| Jorge Aurelio Iragorri Hormaza       | Cauca              | Partido Liberal Colombiano     | 44.442  |
| Edgar Marino Orozco Agredo           | Cauca              | Partido Conservador Colombiano | 38.434  |
| Ignacio Valencia López               | Cauca              | Partido Conservador Colombiano | 32.323  |
| José Guillermo Castro Castro         | Cesar              | Partido Liberal Colombiano     | 46.888  |
| Alfonso Araújo Cotes                 | Cesar              | Partido Liberal Colombiano     | 39.421  |
| Antonio Heráclito Maya Copete        | Chocó              | Partido Liberal Colombiano     | 16.890  |
| Jorge Tadeo Lozano Osorio            | Chocó              | Partido Liberal Colombiano     | 16.584  |
| Edmundo López Gómez                  | Córdoba            | Partido Liberal Colombiano     | 55.731  |
| Jorge Ramón Elías Nader              | Córdoba            | Partido Liberal Colombiano     | 47.676  |
| Amaury García Burgos                 | Córdoba            | Partido Conservador Colombiano | 47.248  |
| Miguel Rafael Escobar Méndez         | Córdoba            | Partido Conservador Colombiano | 45.680  |
| Luis Carlos Galán Samiento           | Cundinamarca       | Nuevo Liberalismo              | 276.879 |
| Gabriel Rosa Vega                    | Cundinamarca       | Nuevo Liberalismo              |         |
| Emilio Urrea Delgado                 | Cundinamarca       | Nuevo Liberalismo              |         |
| Ernesto Samper Pizano                | Cundinamarca       | Partido Liberal Colombiano     | 156.366 |
| Jaime Niño Diez                      | Cundinamarca       | Partido Liberal Colombiano     |         |
| Gustavo Rodríguez Vargas             | Cundinamarca       | Movimiento Nacional            | 112.624 |
| Hernando Durán Dussan                | Cundinamarca       | Partido Liberal Colombiano     | 104.201 |
| Álvaro Leyva Durán                   | Cundinamarca       | Partido Conservador Colombiano | 99.830  |
| Julio Cesar Sánchez García           | Cundinamarca       | Partido Liberal Colombiano     | 81.155  |
| Daniel Mazuera Gómez                 | Cundinamarca       | Partido Conservador Colombiano | 57.468  |
| Gabriel Melo Guevara                 | Cundinamarca       | Partido Conservador Colombiano | 48.447  |
| Diego Uribe Vargas                   | Cundinamarca       | Partido Liberal Colombiano     | 46.095  |
| Hernando Hurtado Álvarez             | Cundinamarca       | Unión Patriótica               | 44.088  |
| Efraín Páez Espitia                  | Cundinamarca       | Partido Liberal Colombiano     | 39.180  |
| Miguel Santamaría Dávila             | Cundinamarca       | Partido Conservador Colombiano | 38.455  |
| Guillermo Plazas Alcid               | Huila              | Coalición                      | 33.691  |
| Olga Duque de Ospina                 | Huila              | Partido Conservador Colombiano | 27.253  |
| Roberto Lievano Perdomo              | Huila              | Partido Liberal Colombiano     | 24.933  |
| Hector Polonia Sánchez               | Huila              | Partido Conservador Colombiano | 24.376  |
| Miguel Pinedo Barros                 | La Guajira         | Partido Liberal Colombiano     | 35.922  |
| Nelson Rafael Amaya Arregoces        | La Guajira         | Partido Conservador Colombiano | 35.744  |
| Miguel Pinedo Vidal                  | Magdalena          | Partido Liberal Colombiano     | 66.757  |
| Edgardo Plutarco Vives campo         | Magdalena          | Partido Liberal Colombiano     | 55.356  |
| José Ignacio Díaz-Granados Alzamora  | Magdalena          | Partido Liberal Colombiano     | 39.004  |
| Hugo Escobar Sierra                  | Magdalena          | Partido Conservador Colombiano | 36.801  |
| Pedro Nel Jiménez Obando             | Meta               | Unión Patriótica               | 41.391  |
| Alfonso Latorre Gómez                | Meta               | Partido Liberal Colombiano     | 40.106  |
| Arcesio Sánchez Ojeda                | Nariño             | Partido Liberal Colombiano     | 53.577  |
| Rogerio Bolaños de Bautista          | Nariño             | Partido Conservador Colombiano | 42.704  |
| Franco Salazar Bucheli               | Nariño             | Partido Conservador Colombiano | 40.820  |
| Laureano Alberto Arellano Rodríguez  | Nariño             | Partido Liberal Colombiano     | 39.221  |
| Carlos Hernando Figueroa Ortiz       | Nariño             | Partido Liberal Colombiano     | 37.803  |
| Jorge Cristo Sahum                   | Norte de Santander | Partido Liberal Colombiano     | 60.813  |
| Angelino Durán Quintero              | Norte de Santander | Partido Conservador Colombiano | 57.286  |
| Félix Salcedo Baldión                | Norte de Santander | Partido Liberal Colombiano     | 56.389  |
| Gustavo Sánchez Chacón               | Norte de Santander | Partido Conservador Colombiano | 31.346  |
| Ancizar López López                  | Quindío            | Partido Liberal Colombiano     | 36.838  |
| Silvio Ceballos Restrepo             | Quindío            | Partido Conservador Colombiano | 27.658  |
| Samuel Antonio Grisales Grisales     | Quindío            | Partido Liberal Colombiano     | 22.542  |
| Oscar Vélez Marulanda                | Risaralda          | Partido Liberal Colombiano     | 57.346  |
| Emiliano Isaza Henao                 | Risaralda          | Partido Conservador Colombiano | 40.130  |
| José Jaramillo Botero                | Risaralda          | Partido Conservador Colombiano | 27.091  |
| Feisal Mustafa Barbosa               | Santander          | Partido Conservador Colombiano | 73.674  |
| Jorge Agustín Sedano González        | Santander          | Partido Conservador Colombiano | 64.044  |
| José Eduardo Mestre Sarmiento        | Santander          | Partido Liberal Colombiano     | 63.018  |
| Horacio Serpa Uribe                  | Santander          | Partido Liberal Colombiano     | 54.503  |
| Alfonso Gómez Méndez                 | Santander          | Partido Liberal Colombiano     | 42.409  |
| Ciro Alfonso Valdivieso Sarmiento    | Santander          | Nuevo Liberalismo              | 32.348  |
| Carlos Eduardo Martínez Simahan      | Sucre              | Partido Conservador Colombiano | 48.915  |
| Gustavo Antonio Dajer Chadid         | Sucre              | Partido Liberal Colombiano     | 40.054  |
| José Elías Guerra Tulena             | Sucre              | Partido Liberal Colombiano     | 34.981  |
| Alberto Rafael Santofimio Botero     | Tolima             | Partido Liberal Colombiano     | 108.905 |
| Juan Tole Lis                        | Tolima             | Partido Liberal Colombiano     |         |
| Guillermo Alfonso Jaramillo Martínez | Tolima             | Coalición                      | 46.603  |
| Guillermo Angulo Gómez               | Tolima             | Partido Conservador Colombiano | 44.408  |
| Lino Jaime Pava Navarro              | Tolima             | Partido Conservador Colombiano | 33.605  |
| Gustavo Balcazar Monzón              | Valle del Cauca    | Partido Liberal Colombiano     | 133.533 |
| Marino Rengifo Salcedo               | Valle del Cauca    | Partido Liberal Colombiano     |         |
| Carlos Holmes Trujillo Miranda       | Valle del Cauca    | Partido Liberal Colombiano     | 131.198 |
| Rodrigo Lloreda Caicedo              | Valle del Cauca    | Partido Conservador Colombiano | 112.970 |
| Hugo Arturo Castro Borja             | Valle del Cauca    | Partido Conservador Colombiano |         |
| Carlos Holguín Sardi                 | Valle del Cauca    | Partido Conservador Colombiano | 86.301  |
| Humberto González Narváez            | Valle del Cauca    | Partido Conservador Colombiano | 56.427  |
| Pedro José Barreto Vaca              | Valle del Cauca    | Nuevo Liberalismo              | 39.185  |
| Germán Romero Terreros               | Valle del Cauca    | Partido Liberal Colombiano     | 33.474  |

### Representantes a la Cámara electos
| Representante Electo                    | Circunscripción | Partido o movimiento           | Votos   |
| --------------------------------------- | --------------- | ------------------------------ | ------- |
| Jaime de Jesús Henríquez Gallo          | Antioquia       | Partido Liberal Colombiano     | 183.248 |
| Cesar Pérez García                      | Antioquia       | Partido Liberal Colombiano     |         |
| José Armando Estrada Villa              | Antioquia       | Partido Liberal Colombiano     |         |
| Rodrigo Gutierrez Gil                   | Antioquia       | Partido Liberal Colombiano     |         |
| Hernando Betancur Ramírez               | Antioquia       | Partido Liberal Colombiano     |         |
| Jairo Ortega Ramírez                    | Antioquia       | Partido Liberal Colombiano     |         |
| José de Jesús Munera León               | Antioquia       | Partido Conservador Colombiano | 69.192  |
| Aníbal de Jesús Arango Sánchez          | Antioquia       | Partido Conservador Colombiano |         |
| Walter de Jesús Vélez Trujillo          | Antioquia       | Partido Conservador Colombiano |         |
| Luis Emilio Monsalve Arango             | Antioquia       | Partido Conservador Colombiano | 51.387  |
| Luis Alfredo Ramos Botero               | Antioquia       | Partido Conservador Colombiano |         |
| José Prieto Mesa                        | Antioquia       | Partido Liberal Colombiano     | 49.179  |
| Luis Fernando Duque García              | Antioquia       | Partido Liberal Colombiano     |         |
| Silvio de Jesús Mejía Duque             | Antioquia       | Nuevo Liberalismo              | 39.566  |
| Orlando Vásquez Velásquez               | Antioquia       | Partido Liberal Colombiano     | 34.976  |
| José Ovidio Marulanda Sierra            | Antioquia       | Unión Patriótica               | 30.464  |
| Mario de Jesús Uribe Escobar            | Antioquia       | Partido Liberal Colombiano     | 29.496  |
| José García Baylleres Quintana          | Antioquia       | Partido Conservador Colombiano | 24.342  |
| Fabio Valencia Cossio                   | Antioquia       | Partido Conservador Colombiano | 21.376  |
| Jesús María Giraldo Loaiza              | Antioquia       | Partido Conservador Colombiano | 17.672  |
| Manuel Ramiro Velásquez Arroyave        | Antioquia       | Partido Conservador Colombiano | 16.913  |
| Guillermo Tascon Villa                  | Antioquia       | Partido Conservador Colombiano | 16.679  |
| Luis Fernando Velásquez Restrepo        | Antioquia       | Partido Conservador Colombiano | 14.062  |
| José Roberto Rivas Salazar              | Antioquia       | Partido Conservador Colombiano | 13.460  |
| Luz Amparo Patiño Betancur              | Antioquia       | Partido Conservador Colombiano | 13.322  |
| Hernán Berdugo Berdugo                  | Atlántico       | Partido Liberal Colombiano     | -       |
| Moises Tarud Hazbun                     | Atlántico       | Partido Liberal Colombiano     |         |
| Jaime Vargas Suarez                     | Atlántico       | Partido Liberal Colombiano     | -       |
| Emilio Lebolo Castellanos               | Atlántico       | Partido Liberal Colombiano     | -       |
| José Manuel Dantes Pana                 | Atlántico       | Partido Conservador Colombiano | -       |
| Carlos Enrique Rodado Noriega           | Atlántico       | Partido Conservador Colombiano | -       |
| Jorge Alberto Gerlein Echeverría        | Atlántico       | Partido Conservador Colombiano | -       |
| Prospero Carbonell Mcausland            | Atlántico       | Partido Conservador Colombiano | -       |
| Carlos Adolfo Espinosa Faciolince       | Bolívar         | Partido Liberal Colombiano     | -       |
| Eduardo Enrique Tinoco Bossa            | Bolívar         | Partido Liberal Colombiano     | -       |
| Álvaro Enrique Benedetti Vargas         | Bolívar         | Partido Liberal Colombiano     | -       |
| Rafael de Jesús Borré Hernández         | Bolívar         | Partido Liberal Colombiano     | -       |
| Emeterio Francisco Montes Fernández     | Bolívar         | Partido Conservador Colombiano | -       |
| Rafael Enrique Pérez Martínez           | Bolívar         | Partido Conservador Colombiano | -       |
| Antonio Rodolfo Lequerica Martínez      | Bolívar         | Partido Conservador Colombiano | -       |
| Alfonso López Cossio                    | Bolívar         | Frente Unión Patriótica        | -       |
| Maria Florangela Izquierda de Rodríguez | Boyacá          | Partido Liberal Colombiano     | -       |
| Ali de Jesús Dalel Varón                | Boyacá          | Partido Liberal Colombiano     | -       |
| Hector Helí Rojas Jiménez               | Boyacá          | Partido Liberal Colombiano     | -       |
| Enrique Molano Calderón                 | Boyacá          | Partido Liberal Colombiano     | -       |
| Fruto Eleuterio Mejía Barón             | Boyacá          | Partido Liberal Colombiano     | -       |
| Heraclio Fernández Sandoval             | Boyacá          | Partido Liberal Colombiano     | -       |
| Jorge Ignacio Tarazona Rodríguez        | Boyacá          | Partido Conservador Colombiano | -       |
| José Benigno Perilla Piñeros            | Boyacá          | Partido Conservador Colombiano | -       |
| Tito Alfonso Pérez Pérez                | Boyacá          | Partido Conservador Colombiano | -       |
| Ciro Ramírez Pinzón                     | Boyacá          | Partido Conservador Colombiano | -       |
| Guillermo Enrique Mendoza Dávila        | Boyacá          | Partido Conservador Colombiano | -       |
| Carlos Alfonso Pineda Chillan           | Boyacá          | Partido Conservador Colombiano | -       |
| Guido Echeverry Piedrahíta              | Caldas          | Partido Liberal Colombiano     | -       |
| Gilberto Alzate Ramírez                 | Caldas          | Partido Liberal Colombiano     | -       |
| Rodrigo Garavito Hernández              | Caldas          | Partido Liberal Colombiano     | -       |
| Dilia Estrada de Gómez                  | Caldas          | Partido Conservador Colombiano | -       |
| Guillermo Ocampo Ospina                 | Caldas          | Partido Conservador Colombiano | -       |
| Alfonso Hoyos Giraldo                   | Caldas          | Partido Conservador Colombiano | -       |
| Pilar Villegas de Hoyos                 | Caldas          | Partido Conservador Colombiano | -       |
| Luis Gonzalo Marín Correa               | Caldas          | Liberal Independiente          | -       |
| Rodrigo Hernando Turbay Cote            | Caquetá         | Partido Liberal Colombiano     | -       |
| Henry Millan González                   | Caquetá         | Coalición Unión Patriótica     | -       |